# マスバテ島
マスバテ島（マスバテとう、Masbate Island）は、フィリピン中部ビコル地方（Bicol Region, Region V）に属するマスバテ州の本土といえる島である。面積3,268km2。西にシブヤン海、南にビサヤン海、南東にサマール海、北にラガイ湾に囲まれている。農業、漁業のほか、特に牧畜が盛んなことで知られ、ロデオ大会が島の名物である。マスバテ語を話すマスバテ人が住むが、その言語や文化は北に接するルソン島地方と南に隣接したビサヤ諸島の両方の影響が混ざり合っている。
マスバテ州都マスバテ市があり、州の主要3島（マスバテ島、ブリアス島、ティカオ島）の中で最も大きく、人口も多い。地方自治体はマンダオン、アロロイ、プラセルなどがある。